# Compagnie de télévision et de radio biélorusse
La Compagnie de télévision et de radio biélorusse (en biélorusse : Нацыянальная дзяржаўная тэлерадыёкампанія Рэспублікі Беларусь ; en russe : Национальная государственная телерадиокомпания Республики Беларусь) est l'entreprise nationale de radio-télévision de Biélorussie. 
Basée à Minsk, elle opère plusieurs chaînes de télévision et de stations de radio. Télévision et radio émettent uniquement dans les deux langues nationales du pays, le biélorusse et le russe, à l'exception de Radio Belarus, qui diffuse également des programmes en anglais, allemand, polonais, français et espagnol.
BTRC était membre de l'Union européenne de radio-télévision (UER) de 1993 à 2021. L'organisation internationale a exclu le membre actif le 30 juin 2021,.

## Activités

### Télévision
- Belarus 1, chaîne généraliste diffusant des programmes d'informations, d'actualités et d'intérêt général.
- Belarus 2, chaîne généraliste retransmettant du divertissement et des sports.
- Belarus 3, chaîne thématique culturelle.
- Belarus 4, chaîne d'informations régionales, de divertissements et de programmes culturels; retransmise dans les régions de Brest, de Vitebsk, de Gomel, de Grodno, de Minsk et de Mogilev.
- Belarus 5, chaîne thématique consacrée au sport.
- Belarus 24, chaîne internationale.
- NTV Belarus, version biélorusse de la chaîne russe NTV.

### Radio
- Radio 1.
- Radio Belarus.
- Radio Stolitsa, station régionale.
- Canal Culture, station régionale.
- Radius FM, station régionale.